# Cyclolabus marginalis
Cyclolabus marginalis là một loài tò vò trong họ Ichneumonidae.